# فريدريك أوتو وندرليش
فريدريك أوتو وندرليش (بالإنجليزية: Frederick Otto Wunderlich)‏ هو شخصية أعمال أسترالي، ولد في 28 يونيو 1861، وتوفي في 12 مايو 1951.